# Кизилтан (Жетисайський район)
Кизилта́н (каз. Қызылтаң) — село у складі Жетисайського району Туркестанської області Казахстану. Входить до складу сільського округу Шаблана Дільдабекова.
У радянські часи село було частиною села Отділення № 2 совхоза Більшовик.
Населення — 784 особи (2021; 690 у 2009, 639 у 1999, 247 у 1989).